# DC Comics
Di-Si komiks, Inc (енгл. DC comics, Inc) je Američki izdavač stripova. To je izdavačka jedinica DC entertejment (eng. DC entertainment), ogranak Vorner bros entertejnmenta (eng. Warner Bros. Entertainment, Inc), odeljenje Tajm Vornera (eng. Time Warnera). DC stripovi su jedna od najvećih I najstarijih americkih strip kompanija I proizvodi materijal karakterističan za veliki broj dobro poznatih herojskih likova kao što su: Supermen, Betmen, Čudesna žena, Fleš, Zeleni Fenjer, Akvamen, Atom, Havkmen, Super žena, Statik i Kiborg. Većina njihovog materijala se nalazi u fiktivnom DC univerzumu, koji takođe karakterišu timovi kao sto su Liga Pravde, Odred otpisanih i dobro poznati zlikovci kao sto su Džoker,  Pingvin, Leks Lutor, Harli Kvin, Darksajder, Bizaro, Dvolični, General Zod i Bejn. Kompanija je takođe izdala materijal koji nije blizak DC univerzumu, uključujući Nadzirači, V for Vendeta I mnoge naslove sa oznakom Vertigo.
Inicijali “DC” potiču od popularne serije Detective Comics, koju karakteriše Betmenov debi koji je postao deo imena kompanije. U početku, na Menhetnu u Četvrtoj aveniji br 432, kancelarije DC stripova su se nalazile na broju 480, a kasnije u Leksington aveniji 575, Trećoj aveniji 909, Rokfeler plaza 75, Petoj aveniji 666 I Američkoj aveniji 1325. DC je imao I svoj štab na Brodveju 1700, Midtaun Menhetnu, Njujorku, ali je proglašeno u oktobru 2013 da će DC Entertainment preseliti svoje prostorije iz Njujorka u Burbenk Kalifornija u aprilu 2015.
Random house deli DC stripove u knjižare, dok Diamond distributeri stripova snabdevaju specijalizovane radnje stripova. DC stripovi I njihovi dugogodišnji konkurenti Marvel stripovi zajedno dele u proseku 70% američkih radnji stripova u 2017.

## Istorija

### Poreklo
Preduzetnik Major Malkolm Wiler Nikolson je osnovao Nacionalni Savez Izdavača u jesen 1934. kompanija je debitovala sa tabloidnim izdanjem Nova zabava: Veliki strip magazin br 1, sa datumom februar 1935. Drugi naslov kompanije, Novi stripovi br 1 (decembar 1935), pojavio se u veličini blizu onoga što je strip standard, a što su obožavaoci i istoričari zvali Zlatno doba stripa, neznatno većih dimenzija nego što je danas. Taj naslov razvio se u Avanturističke stripove, i nastavio je da izlazi do broja 503, 1983g, I postao jedan od strip serija  koji je najduže izlazio. 2009 godine DC oživljava (ponovo izdaje) Avanturistički strip sa svojim originalnim brojevima iz 1935.g Džeri Sigel i Džo Šuster, budući stvaraoci Supermena, kreiraju Doktora Okulta, koji je prvi DC lik koji je još uvek deo DC Univerzuma.
Treći I poslednji naslov Wiler-Nikolsona, Detektivski Stripovi, oglašavan sa ilustracijom naslovnice iz decembra 1936 godine, konačnu premijeru je imao 3 meseca kasnije u martu 1937 godine. Antologijska serija je postala senzacija, sa upoznavanjem Betmena u izdanju br 27 od maja 1939. Do tada, medjutim, Viler-Nikolson je otišao. Zbog duga prema vlasniku štamparije I distributeru magazina Heri Donenfeld-koji je takodje štampao magazine i radio kao direktor u  distributivnom magazinu Nezavisne Novine - Viler -Nikolson je morao da ga uzme za partnera za štampanje Detektivskog stripa br 1. Detektivske stripove je osnovao Major Viler-Nikolson, Džel S. Lebović i Donenfildov knjigovodja, koji su navedeni kao vlasnici. Major Viler Nikoslon je ostao godinu dana, ali su se problemi sa novcem nastavili i bio je prinudjen da ode. Ubrzo nakon toga, Detektivski strip je kupio ostatak Nacionalnog Saveza, takodje poznat I kao Nikolson izdavaštvo, na aukcijskom stečaju.
Detektivski strip, je uskoro pokrenuo četvrti naslov, Akcioni stripovi, premijera kojom je predstavljen Supermen. Akcioni strip br 1(jun 1938) je prvi strip koji karakteriše novi prototip karaktera-uskoro poznati kao superheroji - pokazao je prodajni pogodak. Kompanija je uskoro predstavila druge popularne likove kao sto su Peščani čovek i Betmen.
21. oktobra 1941 - Villiam Moulton Marston i H. G. Piter prvi ženski superheroj All Star Comics strip uključujući Čudesna žena, u broju 8 (decembar 1941), strip koji predstavlja Sensation Comics i Čudesna žena, u glavnoj ulozi 1942, i strip koji.
Dana 22. februara 2010, kopija Akcioni strip br 1 (iz juna 1938) je prodata na aukciji od nepoznatog prodavca nepoznatom kupcu za 1 milion dolara, dostigavši rekordnu cenu od 317.000 dolara za drugu kopiju stripa, u manjim uslovima, prethodne godine.

## DC zabava
U septembru 2009 Vorner Bros je objavio da će DC Stripovi postati ogranak DC Zabave, sa Dajen Nilson, Predsedništvom Vorner Premijera, koja je postala predsednik novo formirane holding kompanije I predsednik DC Stripova i izdavač Pol Levic koji je premešten na poziciju urednika I sveobuhvatnog konsultanta.
Dana 18. februara 2010. DC Zabava je imenovala Džim Lija I Den Didija kao koizdavače DC Stripova, Džefa Džonsa za glavnog kreativnog menadžera, Džona Ruda kao izvršnog potpredsednika prodaje, marketinga I razvoja poslovanja I Patrika Kaldona kao izvršnog potpredsednika finansija I administracije.
DC je licencirao likove, uključujući Dok Secidža I Duha, koje je zatim koristio zajedno sa nekim DC herojima kao deo linije Prvog Talasa stripova, koji je lansiran 2010. i traje do jeseni 2011.
U maju 2011. DC je objavio da će početi da pušta digitalnu verziju svojih stripova istog dana kada I papirnu verziju.
Dana 1. juna 2011. DC je objavio da će završiti sve tekuće serije postavljene u DC Univerzumu u avgustu I da će ponovo pokrenuti svoju liniju stripova sa 52 izdanja, počevši sa Ligom Pravde 31. avgusta (napisao Džef Džons I nacrtao Džim Li), dok ostatak sledi kasnije u septembru.
Dana 4. juna 2013. DC je otkrio dve nove digitalne strip inovacije kako bi poboljšao međusobno dejstvo: DC2 I DC2 multiverzum. DC2 slojeve dinamičnog umetničkog dela na digitalne strip panele, dodajući novi nivo dimenzije digitalnom pripovedanju priča, dok DC2 multiverzum omogućava čitaocima da odrede specifičan ishod priče birajući pojedinačne likove, priče I razvoj radnje dok čitaju strip, što znači da jedan digitalni strip ima vise ishoda. DC2 će se prvi put pojaviti u predstojećem prvom digitalnom naslovu “Betmen 66”, zasnovan na televizijskoj seriji iz 1960.  DC2 multiverzum će se prvi put pojaviti u “Betmen: Arkamovo poreklo”, prvi digitalni naslov zasnovan na video igrici istog naziva.
U oktobru 2013. DC Zabava je objavila da će kancelarije DC Stripova biti premeštene iz Njujorka u sedište Vorner Brosa u Kaliforniji. Druge DC jedinice: animacija, filmovi, TV i portfolio planiranja koji su prethodili DC Stripovima su tamo premešteni 2010.

## Logo
Prvi DC logo se pojavio na izdanjima iz aprila 1940. Slova DC su stajala za Detektivske stripove, što je ime Betmenovog glavnog naslova. Mali logo, bez pozadine čita se jednostavno, DC publikacija.
U novembru 1941. DC naslovi su uveli ažurirani logo. Ova verzija je bila skoro dva puta veća od prethodne I bila je prva verzija sa belom pozadinom. Ime Supermen je dodato na DC publikaciju, što je efektno potvrđeno I za Supermena I Betmena. Ovaj logo je bio prvi koji je pokrivao levi gornji ugao, gde je I ostao do danas. Kompanija se sada naziva u svom oglašavanju kao Supermen-DC.
U novembru 1949. logo je modifikovan tako da uključuje formalno ime kompanije, Nacionalni izdavač stripova. Ovaj logo bi takođe sluzio kao okruglo telo maskote Džoni DC iz 1960.
U oktobru 1970. DC je kratko penzionisao kružni logo u korist jednostavnog DC u pravougaoniku sa nazivom naslova, ili zvezdom knjige, što je logo na mnogim izdanjima Akcionih stripova, na primer, DC Supermen. Slika glavnog lika se pojavljivala ili iznad ili ispod pravougaonika. Za knjige koje nisu imale jednu zvezdu, kao što je Kuća misterija ili serije timova kao što je Liga Pravde Amerike, naslov DC se pojavio u stilizovanom logu, kao što je slepi miš za Kuću misterija. Ova upotreba likova je pomogla da se uspostave sličnosti kao zaštitnih znakova, I bila je slična Marvelovoj istovremenoj upotrebi likova kao deo njihovog brenda.
Naslovi “Sto strana super spektakularnih Архивирано на веб-сајту  (23. септембар 2015)” I kasnije 100 strana I “Div” izdanja izdata od 1972-1974. karakterisao je ekskluzivni logo ovih izdanja: slova DC u jednostavnom beserifnom fontu unutar kruga. Varijanta koja je imala slova u kvadratu.
U julu 1972. DC naslove je karakterisao nov kružni logo. Slova DC su bila izrađena u blok fontu koja bi ostala kroz kasnija prerađivanja logotipa do 2005. Naslov knjige se obično pojavljivao unutar kruga, iznad ili ispod slova.
U decembru 1973. logo je bio modifikovan uz dodavanje slova “Linija DC superstarova” I motiv zvezde koji će se nastaviti u kasnijim logotipovima. Ovaj logo je postavljen u centar naslovne strane od avgusta 1975. do oktobra 1976.
Kada je Dženet Kan postala izdavač DC-a krajem 1976. naručila je grafičkog dizajnera Miltona Glejsera da dizajnira novi logo. Popularno nazvan “DC Metak”, ovaj logo je premijerno prikazan na naslovima u februaru 1977. Iako je varirao u veličini I boji I ponekad su ivice naslovne strane bile odsečene, ili je kratko rotirao za 4 stepena, u suštini je ostao nepromenjen skoro 30 godina. Uprkos promenama logotipa od 2005. stari “DC Metak” je nastavljen da se koristi samo za seriju DC Arhivska izdanja.
U julu 1987. DC je pustio varijantu izdanja Liga pravde br 3 I Bes vatrene oluje br 61 sa novim DC logotipom. Karakteriše ga slika Supermena u krugu okružena slovima “Supermen stripovi”. Kompanija je pustila ovu varijantu u određenim marketima kao marketing test.
Dana 8. maja 2005. otkriven je novi logo (nazvan “DC spin”), koji je debitovao na DC naslovima u junu 2005. sa DC specijalom: Povratak Done Trej br 1 I ostalih naslova sledeće nedelje. Pored stripova, dizajniran je kao DC svojina u drugim medijima, korišćen je za film Betmen: početak, kao I Supermen: povratak u kojima je logotip prikazan u normalnoj varijanti, u televizijskoj seriji Smolvil, kao I za predmete I drugu robu. Logo su dizajnirali  Dzoš Bitmen iz Brejnčajld studija I izvršni direktor DC-ja  Ričard Bruning.
U martu 2012. DC je pustio novi logo koji sadrži slovo “D” koje se vraća da bi otkrilo slovo “C” i DC entertejment.”  Uspon mračnog viteza je bio prvi film koji je koristio novi logo, dok je televizijska serija Strela bila prva serija sa novim logom.

## Publikacije

### SAD
Od kada je 1935. izašao prvi strip New Fun: The Big Comic Magazine, postojao je veoma veliki broj serija i pojedinačnih izdanja, pogledajte ovde:
- Supermen (serija stripova), uključujući Action Comics (u broju 12 Supermen se prvi put pojavio 1938.)
- Betmen (serija stripova), uključujući Detective Comics (u broju 27 Betmen se prvi put pojavio 1939.)

## Štampa

### Aktivni od 2017.
- DC (1937 - )
  - Jang Animal (eng. Young Animal) (2016 - )
  - Vajldstorm (eng. Wildstorm) (1999 - 2010; 2018 - )
  - Majlston Medija (eng. Milestone Media) (1993 - 1997; 2018 - )
- Vertigo (1993 - )[20]
- Mad (1953 - )

### Ugašeni
- Ol Star (eng. All Star) (2005—2008)
- Amalgram Komiks (eng. Amalgram Comics) (1996—1997)
- Elsevrlds (eng. Elseworlds) (1989—2004)
- Heliks (eng. Helix) (1996 - 1998; spojeno sa Vertigom)
- Džoni DC (eng. Johnny DC) (2004—2012)
- Minks (eng. Minx) (2007—2008)
- Paradoks Pres (eng. Paradox Press) (1998—2003)
- Vajldstorm (eng. Wildstorm) (1999—2010)
- Zuda Komiks (eng. Zuda Comics) (2007—2010)

## Filmovi
| Godina | Film                               | Režirao         | Napisao | Na osnovu                                                                      | Budžet        | Zarada           |
| ------ | ---------------------------------- | --------------- | --- | ------------------------------------------------------------------------------ | ------------- | ---------------- |
| 2005   | Betmen: Početak                    | Kristofer Nolan | Dejvid S. Gojer Scenario Kristofer Nolan i Dejvid S. Gojer                                                       | Betmen od Boba Kejna i Bili Fingera                                            | $150 miliona  | $374.2 miliona   |
| 2006   | Supermen: Povratak                 | Brajan Singer   | Brajan Singer, Majkl Duerti Dan Haris Scenario Majkl Duerti i Dan Haris                                          | Supermen od Džozef Šustera i Džerom Sigela                                     | $204 miliona  | $391.1 miliona   |
| 2008   | Mračni Vitez                       | Kristofer Nolan | Kristofer Nolan i Dejvid S. Gojer Scenario Džonatan Nolan i Kristofer Nolan                                      | Betmen od Boba Kejna i Bili Fingera                                            | $185 miliona  | $1.005 milijardi |
| 2009   | Nadzirači                          | Zak Snajder     | David Hajter i Aleks Tse                                                                                         | Nadzirači od Alana Mura i Dave Gibsona                                         | $130 milliona | $185.3 milliona  |
| 2011   | Zeleni Fenjer                      | Martin Kambel   | Greg Berlanti, Majkl Grin i Mark Gugenhejm Scenario Greg Berlanti, Majkl Grin, Mark Gugenhejm i Majkl Goldenberg | Zeleni Fenjer od Džona Bruma i Gil Kejna                                       | $200 miliona  | $219.9 miliona   |
| 2012   | Uspon Mračnog Viteza               | Kristofer Nolan | Kristofer Nolan i Dejvid S. Gojer Scenario Džonatan Nolan i Kristofer Nolan                                      | Betmen od Boba Kejna i Bili Fingera                                            | $230 miliona  | $1.085 milijardi |
| 2013   | Čovek od čelika                    | Zek Snajder     | Kristofer Nolan i Dejvid S. Gojer Scenario Dejvid S. Gojer                                                       | Supermen od Džozef Šustera i Džerom Sigela                                     | $225 miliona  | $668 miliona     |
| 2016   | Betmen V Supermen: Zora pravednika | Zek Snajder     | Kris Terio i Dejvid S. Gojer                                                                                     | Betmen od Boba Kejna i Bili Fingera Supermen od Džozef Šustera i Džerom Sigela | $250 miliona  | $873.3 miliona   |
| 2016   | Odred otpisanih                    | David Ajer      | David Ajer | Odred otpisanih od Džona Ostandera                                             | $175 miliona  | $745.6 miliona   |
| 2017   | Lego Betmen film                   | Kris Mekej      | Set Graham-Smit Scenario Set Graham-Smit, Kris Mekena i Erik Somers, Džared Stern i Džon Vilington               | Betmen od Boba Kejna i Bili Fingera                                            | $80 miliona   | $310.7 miliona   |
| 2017   | Čudesna žena                       | Pati Dženkins   | Zek Snajder i Alan Hejnberg i Džejson Fuks Scenario Alan Hejnberg                                                | Ćudesna žena od Vilijama Molton Marstona                                       | $149 miliona  | $821.6 miliona   |
| 2017   | Liga Pravde                        | Zek Snajder     | Kris Terio i Zek Snajder Scenario Kris Terio i Džos Vedon                                                        | Liga pravde od Gardnera Foksa                                                  | $300 miliona  | $656 miliona     |
| 2018   | Akvamen                            | Džejms Von      | Džejms Von i Džof Džons Scenario Vil Bil                                                                         | Akvamen od Morta Vejsingera i Paula Norisa                                     | $160 miliona  |                  |

#### Kritike i ocene publike
| Film                                                                         | Rotten Tomatoes     | Metacritic        |
| ---------------------------------------------------------------------------- | ------------------- | ----------------- |
| Betmen: Početak (eng. Batman Begins)                                         | 84% (268 komentara) | 70 (41 komentar)  |
| Betmen V Supermen: Zora pravednika (eng. Batman v Superman: Dawn of Justice) | 27% (353 komentara) | 44 (51 komentar)  |
| Zeleni Fenjer (eng. Green Lantern)                                           | 26% (226 komentara) | 39 (39 komentara) |
| Jonah Hex                                                                    | 12% (145 komentara) | 33 (32 komentara) |
| Liga Pravde (eng. Justice League)                                            | 41% (293 komentara) | 45 (52 komentara) |
| Supermen: Čovek od čelika (eng. Man of Steel)                                | 55% (300 komentara) | 55 (47 komentara) |
| Odred otpisanih (eng. Suicide Squad)                                         | 25% (310 komentara) | 40 (53 komentara) |
| Supermen: Povratak (eng. Superman Returns)                                   | 76% (258 komentara) | 72 (40 komentara) |
| Mračni Vitez (eng. The Dark Knight)                                          | 94% (317 komentara) | 82 (39 komentara) |
| Uspon Mračnog Viteza (eng. The Dark Knight Rises)                            | 87% (333 komentara) | 78 (45 komentara) |
| Lego Betmen film (eng. The Lego Batman Movie)                                | 90% (247 komentara) | 75 (48 komentara) |
| Nadzirači (eng. Watchmen)                                                    | 65% (294 komentara) | 56 (39 komentara) |
| Čudesna žena (eng. Wonder Woman)                                             | 92% (296 komentara) | 76 (36 komentara) |
| Prosek                                                                       | 59.5%               | 58                |

## Digitalna distribucija
DC stripovi su dostupni i u digitalnoj formi kroz nekoliko različitih izvora.
Besplatni servisi: Hopla digital (eng. Hoopla Digital) prva digitalna biblioteka koja distribuira DC stripove.
Servisi koji se plaćaju: Gugl plej (eng. Google Play).

## Spoljašnje veze
- DC sajt
- DC baza stripova
- DC baza filmova
- DC Comics на веб-сајту